# 北京古琴研究會

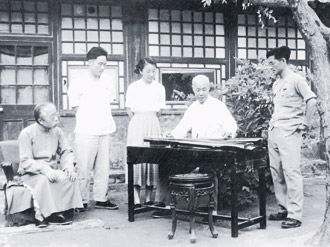
溥雪齋（左起）、鄭珉中、王迪、許健（右一）等人在古琴研究會四合院裡聽汪孟舒彈琴

北京古琴研究會是北京的琴人在1954年成立的組織，主要工作內容有搜集古代琴譜、打譜、培育新人、推廣古琴音樂等等。

## 歷史

### 前身
1947年，管平湖、汪孟舒、溥雪齋、張伯駒、王世襄、楊葆元等人發起了「北平琴學社」，在張伯駒家定期雅集，期間有鄭珉中、王迪、關仲航、張厚璜、白祥華等人參與。

### 成立
1954年，在中國音樂家協會和中國民族音樂研究所支持下，北京古琴研究會在「北平琴學社」之基礎上成立。由查阜西（時為全國人大代表、全國音協副主席）擔任首屆會長、溥雪齋為副會長。會址定於興華寺街18號。

### 成員
當時琴會成員多為男性，例如：管平湖、吳景略、楊葆元、汪孟舒、關仲航、顧梅羹等人，其中查阜西（查老）、溥雪齋（溥老）、汪孟舒（汪老）並稱「三老」，其他人則皆稱「先生」。而王迪和樂瑛為其中少數的女性。年輕一輩則有謝孝苹、鄭珉中、陳長林、孫貴生、吳文光、李祥霆等人。除了琴人，亦有琵琶演奏家李廷松，以及瑞典人林西莉加入。

### 活動
琴會推廣、演出活動頻繁，光是1954年一年之中就有將近二十場演出，節目以傳統琴曲為主，穿插改編、移植曲及新創作。其錄音也常透過中央人民廣播電臺或電視臺播送。
1956年，查阜西帶領王迪、許健至各地訪問琴人、進行錄音，期間蒐集了不少罕見的古譜，北京古琴研究會便陸續將這些琴譜整理為《琴曲集成》，第一冊於1963年出版。此外還有《古指法考》、《存見古琴曲譜輯覽》、《古琴曲集》等多種文獻被編輯出版。
面對這些無人彈奏的古代琴曲，琴會發起了打譜活動，各地琴家陸續將〈廣陵散〉、〈幽蘭〉、〈大胡笳〉、〈小胡笳〉、〈胡笳十八拍〉、〈離騷〉等曲彈奏得聲。1959年曾舉辦〈胡笳十八拍〉的演奏、演唱會；另有全國古琴打譜交流會。
由於參與者眾，北京古琴研究會址也是琴人重要聚會地點，例如：1957年11月時，張子謙由上海到訪，恰逢琴會購置新屋，便召集琴人聚會，到場者約有四、五十人。

### 中斷
文革期間遭遇浩劫，時任會長溥雪齋、副會長查阜西及多位琴家被迫害致死，琴會因而解散。

### 再次活動
1980年恢復聚會，由吳景略擔任會長。後有當時中央音樂學院的學生余青欣、趙家珍等人加入。